# Rahman Rezaei
Rahman Rezaei (in persiano رحمان رضايی‎; Mazandaran, 20 febbraio 1975) è un ex calciatore iraniano, di ruolo difensore, vice allenatore della nazionale iraniana.

## Biografia
Possiede il passaporto italiano, acquisito nel gennaio 2006, quattro anni dopo il matrimonio con l'italo-iraniana Helia Hashemian.
Bortolo Mutti, suo allenatore al Messina lo ha indicato come uno dei calciatori più forti di sempre del Medio Oriente

## Carriera

### Giocatore

#### Club
Scoperto da Nasser Hejazi, comincia a giocare nel Bargh. Dal 1995 al 1996 milita nel Rah Ahan. Nel 1996 si trasferisce allo Zob Ahan. Arriva in Italia nel 2001, al Perugia, di cui veste la maglia due stagioni. Il 9 dicembre 2001 mette a segno il primo gol di un iraniano in Serie A, in Perugia-Venezia (2-0). In seguito gioca per tre annate nel Messina (2003-2006, una in Serie B e due in Serie A) e nell'estate del 2006 passa al Livorno, dove gioca per due altre annate in massima serie. Nel 2008 torna in patria, al Persepolis. Nel luglio 2009 firma un contratto con l'Al-Ahli di Doha, dove rimane sino al successivo dicembre. Dal gennaio al giugno 2010 gioca con lo Shahin Bushehr. Chiude la carriera da calciatore nel 2012, dopo un'esperienza biennale al Paykan.

#### Nazionale
Debutta con la nazionale iraniana nel giugno 2001, nella gara contro la Bosnia ed Erzegovina e ottiene in breve il posto da titolare. Partecipa al Mondiale di Germania 2006.

### Allenatore
Nel 2013 intraprende la carriera di allenatore nel settore giovanile del Paykan. Nel 2014 è nelle giovanili del Rah Ahan e nel 2016 è vice-allenatore del Tractor. Dal 2018 allena il Bargh Jadid Shiraz e dal 2019 il Rayka Babol. Nel 2020-2021 guida lo Zob Ahan.

## Statistiche

### Presenze e reti nei club
| Stagione        | Squadra         | Campionato      | Campionato | Campionato | Totale   | Totale |
| Stagione        | Squadra         | Campionato      | Presenze   | Reti       | Presenze | Reti   |
| --------------- | --------------- | --------------- | ---------- | ---------- | -------- | ------ |
| 1994            | Bargh           | ?               | ?          | ?          | ?        | ?      |
| 1995-1996       | Rah Ahan        | 2D              | ?          | ?          | ?        | ?      |
| 1996-1997       | Zob Ahan        | AL              | ?          | ?          | ?        | ?      |
| 1997-1998       | Zob Ahan        | AL              | ?          | ?          | ?        | ?      |
| 1998-1999       | Zob Ahan        | AL              | 22         | 7          | 22       | 7      |
| 1999-2000       | Zob Ahan        | AL              | 0          | 0          | 0        | 0      |
| 2000-2001       | Zob Ahan        | AL              | 29         | 2          | 29       | 2      |
| Totale Zob Ahan | Totale Zob Ahan | Totale Zob Ahan | 51+        | 9+         | 51+      | 9+     |
| 2001-2002       | Perugia         | A               | 25         | 2          | 25       | 2      |
| 2002-2003       | Perugia         | A               | 13         | 3          | 13       | 3      |
| Totale Perugia  | Totale Perugia  | Totale Perugia  | 38         | 5          | 38       | 5      |
| 2003-2004       | Messina         | B               | 37         | 2          | 37       | 2      |
| 2004-2005       | Messina         | A               | 36         | 0          | 36       | 0      |
| 2005-2006       | Messina         | A               | 34         | 0          | 34       | 0      |
| Totale Messina  | Totale Messina  | Totale Messina  | 107        | 2          | 107      | 2      |
| 2006-2007       | Livorno         | A               | 16         | 1          | 16       | 1      |
| 2007-2008       | Livorno         | A               | 5          | 0          | 5        | 0      |
| Totale Livorno  | Totale Livorno  | Totale Livorno  | 21         | 1          | 21       | 1      |
| 2008-2009       | Persepolis      | AL              | 13         | 0          | 13       | 0      |
| lug.-dic. 2009  | Al-Ahli         | QSL             | 9          | 1          | 9        | 1      |
| gen.-giu. 2010  | Shahin Bushehr  | AL              | 6          | 0          | 6        | 0      |
| 2010-2011       | Paykan          | AL              | 13         | 1          | 13       | 1      |
| 2011-2012       | Paykan          | 2D              | ?          | ?          | ?        | ?      |
| Totale Paykan   | Totale Paykan   | Totale Paykan   | 13+        | 1+         | 13+      | 1+     |
| Totale carriera | Totale carriera | Totale carriera | 258+       | 19+        | 258+     | 19+    |

### Cronologia presenze e reti in Nazionale
| Cronologia completa delle presenze e delle reti in nazionale ― Iran | Cronologia completa delle presenze e delle reti in nazionale ― Iran | Cronologia completa delle presenze e delle reti in nazionale ― Iran | Cronologia completa delle presenze e delle reti in nazionale ― Iran | Cronologia completa delle presenze e delle reti in nazionale ― Iran | Cronologia completa delle presenze e delle reti in nazionale ― Iran | Cronologia completa delle presenze e delle reti in nazionale ― Iran | Cronologia completa delle presenze e delle reti in nazionale ― Iran |
| Data                                                                | Città                                                               | In casa                                                             | Risultato                                                           | Ospiti                                                              | Competizione                                                        | Reti                                                                | Note                                                                |
| ------------------------------------------------------------------- | ------------------------------------------------------------------- | ------------------------------------------------------------------- | ------------------------------------------------------------------- | ------------------------------------------------------------------- | ------------------------------------------------------------------- | ------------------------------------------------------------------- | ------------------------------------------------------------------- |
| 22-7-2001                                                           | Bihać                                                               | Bosnia ed Erzegovina                                                | 2 – 2                                                               | Iran                                                                | Amichevole                                                          | -                                                                   |                                                                     |
| 1-8-2001                                                            | Doha                                                                | Qatar                                                               | 2 – 1                                                               | Iran                                                                | Amichevole                                                          | -                                                                   |                                                                     |
| 8-8-2001                                                            | Teheran                                                             | Iran                                                                | 5 – 2                                                               | Oman                                                                | LG Cup 2001 (Iran) - Semifinale                                     | -                                                                   |                                                                     |
| 10-8-2001                                                           | Teheran                                                             | Iran                                                                | 4 – 0                                                               | Bosnia ed Erzegovina                                                | LG Cup 2001 (Iran) - Finale                                         | -                                                                   |                                                                     |
| 15-8-2001                                                           | Bratislava                                                          | Slovacchia                                                          | 3 – 4                                                               | Iran                                                                | Amichevole                                                          | -                                                                   |                                                                     |
| 24-8-2001                                                           | Teheran                                                             | Iran                                                                | 2 – 0                                                               | Arabia Saudita                                                      | Qual. Mondiali 2002                                                 | -                                                                   |                                                                     |
| 1-9-2001                                                            | Bangkok                                                             | Thailandia                                                          | 0 – 0                                                               | Iran                                                                | Qual. Mondiali 2002                                                 | -                                                                   |                                                                     |
| 8-9-2001                                                            | Baghdad                                                             | Iraq                                                                | 0 – 0                                                               | Iran                                                                | Qual. Mondiali 2002                                                 | -                                                                   |                                                                     |
| 14-9-2001                                                           | Teheran                                                             | Iran                                                                | 0 – 0                                                               | Bahrein                                                             | Qual. Mondiali 2002                                                 | -                                                                   |                                                                     |
| 5-10-2001                                                           | Teheran                                                             | Iran                                                                | 1 – 0                                                               | Thailandia                                                          | Qual. Mondiali 2002                                                 | -                                                                   |                                                                     |
| 12-10-2001                                                          | Teheran                                                             | Iran                                                                | 2 – 1                                                               | Iraq                                                                | Qual. Mondiali 2002                                                 | -                                                                   |                                                                     |
| 21-10-2001                                                          | Manama                                                              | Bahrein                                                             | 3 – 1                                                               | Iran                                                                | Qual. Mondiali 2002                                                 | -                                                                   |                                                                     |
| 25-10-2001                                                          | Teheran                                                             | Iran                                                                | 1 – 0                                                               | Emirati Arabi Uniti                                                 | Qual. Mondiali 2002                                                 | -                                                                   |                                                                     |
| 31-10-2001                                                          | Abu Dhabi                                                           | Emirati Arabi Uniti                                                 | 0 – 3                                                               | Iran                                                                | Qual. Mondiali 2002                                                 | -                                                                   |                                                                     |
| 10-11-2001                                                          | Dublino                                                             | Irlanda                                                             | 2 – 0                                                               | Iran                                                                | Qual. Mondiali 2002                                                 | -                                                                   |                                                                     |
| 15-11-2001                                                          | Teheran                                                             | Iran                                                                | 1 – 0                                                               | Irlanda                                                             | Qual. Mondiali 2002                                                 | -                                                                   |                                                                     |
| 30-5-2002                                                           | Kuwait City                                                         | Kuwait                                                              | 1 – 3                                                               | Iran                                                                | Amichevole                                                          | 1                                                                   |                                                                     |
| 10-8-2002                                                           | Tabriz                                                              | Azerbaigian                                                         | 1 – 1                                                               | Iran                                                                | Amichevole                                                          | -                                                                   |                                                                     |
| 21-8-2002                                                           | Kiev                                                                | Ucraina                                                             | 0 – 1                                                               | Iran                                                                | Amichevole                                                          | -                                                                   |                                                                     |
| 13-8-2003                                                           | Teheran                                                             | Iran                                                                | 0 – 1                                                               | Iraq                                                                | LG Cup 2003 (Iran) - Semifinale                                     | -                                                                   |                                                                     |
| 20-8-2003                                                           | Minsk                                                               | Bielorussia                                                         | 2 – 1                                                               | Iran                                                                | Amichevole                                                          | -                                                                   |                                                                     |
| 26-9-2003                                                           | Irbid                                                               | Giordania                                                           | 3 – 2                                                               | Iran                                                                | Qual. Coppa d'Asia 2004                                             | -                                                                   |                                                                     |
| 12-10-2003                                                          | Teheran                                                             | Iran                                                                | 3 – 0                                                               | Nuova Zelanda                                                       | Amichevole                                                          | -                                                                   |                                                                     |
| 19-11-2003                                                          | Beirut                                                              | Libano                                                              | 0 – 3                                                               | Iran                                                                | Qual. Coppa d'Asia 2004                                             | -                                                                   |                                                                     |
| 18-2-2004                                                           | Teheran                                                             | Iran                                                                | 3 – 1                                                               | Qatar                                                               | Qual. Mondiali 2006                                                 | -                                                                   |                                                                     |
| 9-6-2004                                                            | Teheran                                                             | Iran                                                                | 0 – 1                                                               | Giordania                                                           | Qual. Mondiali 2006                                                 | -                                                                   | 63’                                                                 |
| 17-6-2004                                                           | Teheran                                                             | Iran                                                                | 4 – 0                                                               | Libano                                                              | Amichevole                                                          | -                                                                   |                                                                     |
| 20-7-2004                                                           | Chongqing                                                           | Iran                                                                | 3 – 0                                                               | Thailandia                                                          | Coppa d'Asia 2004 - 1º turno                                        | -                                                                   |                                                                     |
| 24-7-2004                                                           | Chongqing                                                           | Oman                                                                | 2 – 2                                                               | Iran                                                                | Coppa d'Asia 2004 - 1º turno                                        | -                                                                   | 55’                                                                 |
| 3-8-2004                                                            | Pechino                                                             | Cina                                                                | 1 – 1 dts (5 – 4 dtr)                                               | Iran                                                                | Coppa d'Asia 2004 - Semifinale                                      | -                                                                   |                                                                     |
| 6-8-2004                                                            | Pechino                                                             | Iran                                                                | 4 – 2                                                               | Bahrein                                                             | Coppa d'Asia 2004 - Finale 3º posto                                 | -                                                                   | 86’                                                                 |
| 8-9-2004                                                            | Amman                                                               | Giordania                                                           | 0 – 2                                                               | Iran                                                                | Qual. Mondiali 2006                                                 | -                                                                   |                                                                     |
| 9-10-2004                                                           | Teheran                                                             | Iran                                                                | 0 – 2                                                               | Germania                                                            | Amichevole                                                          | -                                                                   | 57’                                                                 |
| 13-10-2004                                                          | Doha                                                                | Qatar                                                               | 2 – 3                                                               | Iran                                                                | Qual. Mondiali 2006                                                 | -                                                                   |                                                                     |
| 9-2-2005                                                            | Manama                                                              | Bahrein                                                             | 0 – 0                                                               | Iran                                                                | Qual. Mondiali 2006                                                 | -                                                                   | 34’                                                                 |
| 25-3-2005                                                           | Teheran                                                             | Iran                                                                | 2 – 1                                                               | Giappone                                                            | Qual. Mondiali 2006                                                 | -                                                                   |                                                                     |
| 30-3-2005                                                           | Pyongyang                                                           | Corea del Nord                                                      | 0 – 2                                                               | Iran                                                                | Qual. Mondiali 2006                                                 | -                                                                   |                                                                     |
| 3-6-2005                                                            | Teheran                                                             | Iran                                                                | 1 – 0                                                               | Corea del Nord                                                      | Qual. Mondiali 2006                                                 | 1                                                                   | 17’                                                                 |
| 12-10-2005                                                          | Seul                                                                | Corea del Sud                                                       | 2 – 0                                                               | Iran                                                                | Amichevole                                                          | -                                                                   |                                                                     |
| 13-11-2005                                                          | Teheran                                                             | Iran                                                                | 2 – 0                                                               | Togo                                                                | Amichevole                                                          | -                                                                   | 46’                                                                 |
| 28-5-2006                                                           | Osijek                                                              | Croazia                                                             | 2 – 2                                                               | Iran                                                                | Amichevole                                                          | -                                                                   | 85’                                                                 |
| 31-5-2006                                                           | Teheran                                                             | Iran                                                                | 5 – 2                                                               | Bosnia ed Erzegovina                                                | Amichevole                                                          | 1                                                                   |                                                                     |
| 11-6-2006                                                           | Norimberga                                                          | Messico                                                             | 3 – 1                                                               | Iran                                                                | Mondiali 2006 - 1º turno                                            | -                                                                   |                                                                     |
| 17-6-2006                                                           | Francoforte sul Meno                                                | Portogallo                                                          | 2 – 0                                                               | Iran                                                                | Mondiali 2006 - 1º turno                                            | -                                                                   |                                                                     |
| 21-6-2006                                                           | Lipsia                                                              | Iran                                                                | 1 – 1                                                               | Angola                                                              | Mondiali 2006 - 1º turno                                            | -                                                                   |                                                                     |
| 2-9-2006                                                            | Seul                                                                | Corea del Sud                                                       | 1 – 1                                                               | Iran                                                                | Qual. Coppa d'Asia 2007                                             | -                                                                   |                                                                     |
| 6-9-2006                                                            | Aleppo                                                              | Siria                                                               | 0 – 2                                                               | Iran                                                                | Qual. Coppa d'Asia 2007                                             | -                                                                   |                                                                     |
| 11-10-2006                                                          | Taipei                                                              | Taiwan                                                              | 0 – 2                                                               | Iran                                                                | Qual. Coppa d'Asia 2007                                             | -                                                                   |                                                                     |
| 7-2-2007                                                            | Teheran                                                             | Iran                                                                | 2 – 2                                                               | Bielorussia                                                         | Amichevole                                                          | -                                                                   | 82’                                                                 |
| 2-7-2007                                                            | Teheran                                                             | Iran                                                                | 8 – 1                                                               | Giamaica                                                            | Amichevole                                                          | 2                                                                   | 60’                                                                 |
| 11-7-2007                                                           | Kuala Lumpur                                                        | Iran                                                                | 2 – 1                                                               | Uzbekistan                                                          | Coppa d'Asia 2007 - 1º turno                                        | -                                                                   | 16’ (aut.)                                                          |
| 15-7-2007                                                           | Kuala Lumpur                                                        | Cina                                                                | 2 – 2                                                               | Iran                                                                | Coppa d'Asia 2007 - 1º turno                                        | -                                                                   | 40’                                                                 |
| 18-7-2007                                                           | Kuala Lumpur                                                        | Malaysia                                                            | 0 – 2                                                               | Iran                                                                | Coppa d'Asia 2007 - 1º turno                                        | -                                                                   |                                                                     |
| 22-7-2007                                                           | Kuala Lumpur                                                        | Iran                                                                | 0 – 0 dts (2 – 4 dtr)                                               | Corea del Sud                                                       | Coppa d'Asia 2007 - Quarti di finale                                | -                                                                   |                                                                     |
| Totale                                                              |                                                                     | Presenze                                                            | 54                                                                  |                                                                     | Reti                                                                | 5                                                                   |                                                                     |